# Cercanías Málaga

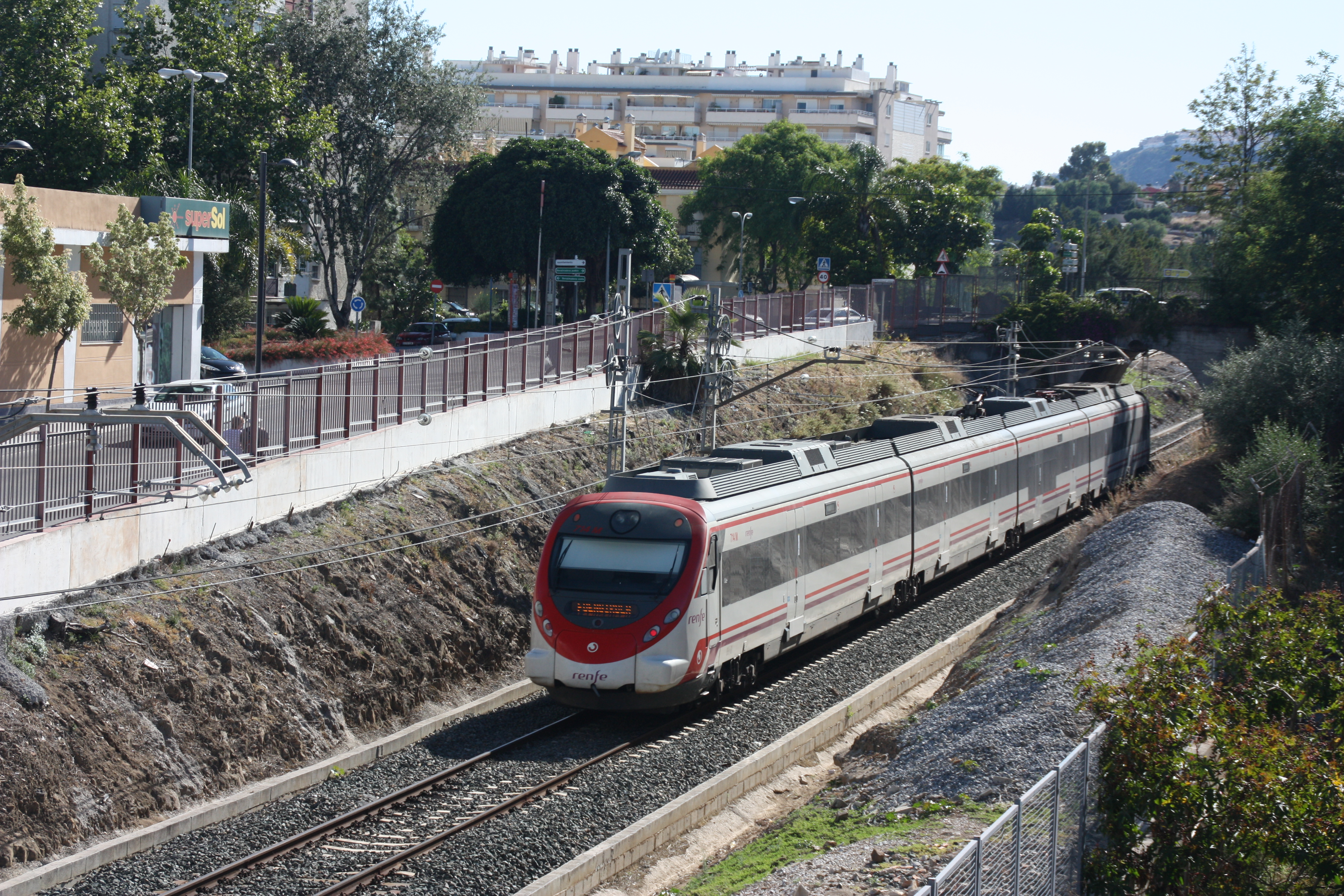
Zug der Reihe 464 Civia

Liniennetzplan der Cercanías Málaga

Cercanías Málaga ist ein Vorortbahnnetz in der spanischen Stadt Málaga und an der Costa del Sol. Es besteht aus zwei Linien und wird von der spanischen Eisenbahngesellschaft Renfe Operadora betrieben.

## Geschichte
Gegen Ende des 19. Jahrhunderts errichteten zwei private Unternehmen von Málaga ausgehende Schmalspurbahnen (nach Coín (1912), von dieser in San Julián abzweigend nach Fuengirola (1916) sowie über Vélez-Málaga (1908) nach Ventas de Zafarraya (1922)). Über die Jahre hinweg heruntergewirtschaftet, wurden alle drei von der staatlichen Schmalspur-Eisenbahngesellschaft FEVE bzw. deren Vorgänger übernommen und die Oststrecke auf Vélez-Málaga verkürzt. Aufgrund mangelnder Rentabilität wurden die erste und die dritte dieser Strecken bis 1968 stillgelegt. Lediglich die Strecke nach Fuengirola wurde von der Staatsbahn RENFE übernommen, grundsaniert, auf Breitspur umgebaut, elektrifiziert und 1975 wieder in Betrieb genommen. So entstand die erste Cercanías-Linie. Die zweite Linie wurde später auf der bestehenden Breitspurstrecke in Richtung Córdoba eingerichtet. Seit 1976 führt ein Tunnel vom Hauptbahnhof María Zambrano eine Station in Richtung Osten/Innenstadt zum eingleisigen Haltepunkt Centro-Alameda. 2010 wurde der Tunnel, nicht aber der Endhaltepunkt, zweigleisig ausgebaut, seitdem wird er von beiden Linien genutzt. Im Zuge der Anbindung der Stadt an das spanische Hochgeschwindigkeitsnetz wurde am 13. Juni 2009 westlich des Bahnhofs María Zambrano ein weiterer, unterirdischer und von beiden Linien bedienter Haltepunkt (Victoria Kent) eröffnet.

## Betrieb
Das Netz besteht gegenwärtig aus zwei Linien, die in der Innenstadt den größtenteils unterirdischen Abschnitt von Victoria Kent bis Centro-Alameda gemeinsam nutzen:
- C-1: Málaga – Fuengirola
- C-2: Málaga – Álora

Die Linie C-1 führt an der Costa del Sol entlang über die Städte Torremolinos und Benalmádena nach Fuengirola. Die Strecke ist abschnittsweise zweigleisig, um einen 20-Minuten-Takt zu ermöglichen, insgesamt verkehren 52 Zugpaare am Werktag. Die Bahnstrecke wird seit 2002 ausschließlich von S-Bahnen genutzt und hat eine erhebliche Bedeutung für die Touristenstädte an der Costa del Sol.
Die Linie C-2 führt von Málaga nach Norden ins Tal des Guadalhorce bis Álora und nutzt dabei die breitspurige Bahnstrecke, die Málaga mit dem übrigen spanischen Eisenbahnnetz verbindet. Da die eingleisige Strecke auch von weiteren Zuggattungen genutzt wird, ist dort nur ein Zugpaar je Stunde möglich. Auch dies ist schon eine Verbesserung, da vor der Eröffnung der Schnellfahrstrecke Córdoba–Málaga noch mehr Fernzüge diese Strecke nutzen, so dass die Linie C-2 dort nur zwei- bis dreistündlich fahren konnte. Seit Sommer 2020 verkehren hier 10 Zugpaare werktäglich.
2009 wurden die elektrischen Triebwagen der RENFE-Baureihe 446 durch solche der RENFE-Baureihe 464 (Civia) abgelöst.
Seit 2014 sind ergänzend die ersten beiden Linien der stadtbahnähnlichen Metro Málaga in Betrieb, deren weiterer Ausbau ist geplant.

## Nachfrage
2007 verzeichneten die Cercanías Málaga 10,141 Millionen Fahrgäste, im Jahr 2010 nur noch gut 8,7 Millionen, 2009 im Durchschnitt 20.665 Fahrgäste pro Werktag. Im ersten Halbjahr 2012 wurden 4.103.421 Personen befördert, die meistgenutzten Bahnhöfe waren Málaga Centro-Alameda (1,602 Millionen), Fuengirola (1,169 Millionen), Benalmádena-Arroyo de la Miel (1,094 Millionen) und Torremolinos (964.599), im Gesamtjahr 2018 waren es 11,469 Millionen Fahrgäste. Meistfrequentierte Bahnhöfe waren 2007 Málaga Centro-Alameda (8.314 Reisende täglich), Fuengirola (6.558), Benalmádena-Arroyo de la Miel (6.468) und Torremolinos (6.504), 2018 Málaga Centro-Alameda (1,525 Millionen), Fuengirola (1,408 Millionen), Málaga María Zembrano (1,375 Millionen), Benalmádena-Arroyo de la Miel (1,293 Millionen) und Torremolinos (1,109 Millionen).
Die Cercanías Málaga erreicht eine Pünktlichkeitsquote von meist über 98 %, im Zeitraum Januar bis Juli 2011 waren es 99,1 %, 2007 99,46 % und 2009 99,5 %

## Erweiterungen
Seit über zwanzig Jahren gibt es Planungen für eine neue Verbindung entlang der Costa del Sol von Almería bis Algeciras. Aktuell ist im Westteil eine Neubaustrecke ab Fuengirola über Marbella bis Estepona in der Planung. Auf dem östlichen Abschnitt war zunächst eine Linie zwischen Málaga und Nerja, ggf. auch als Stadtbahn, angedacht. Aufgrund der derzeitigen finanziellen Haushaltslage ist jedoch davon auszugehen, dass dieses Projekt nicht umgesetzt wird.
Konkretere Pläne gibt es für eine Anbindung des Parque Tecnológico de Andalucía im westlichen Vorort Campanillas, wobei noch unklar ist, ob hier eine neue Stichstrecke gebaut wird oder der Verlauf der bestehenden Breitspurstrecke nach Córdoba auf mehreren Kilometern verlegt wird. Ferner ist eine neue Stichstrecke vom Flughafen nach Alhaurín de la Torre vorgesehen, die zugleich neue Baugebiete im Umfeld des Flughafens erschließen soll.